# Мок-банг
Мок-банг или мокбанг (корейски хангъл: 먹방; букв. предаване, което тече по време на ядене) е вид представление, при което водещият яде големи количества храна, докато взаимодейства с публиката. Обикновено се извършва посредством уебкаст, където водещият (също наричан BJ) може да чати с публиката си. Набира популярност през 2010-те години в Южна Корея, където доста водещи печелят пари от мокбанг, като приемат дарения от публиката или чрез реклами.
Някои вариации включват готвене, след което консумиране. Корейските геймъри понякога правят мокбанг представления, по време на почивките на стриймовете си. Популярността на тази практика подтиква геймърската стрийм услуга Twitch.tv да стартира пробна категория, наречена „социално ядене“ през юли 2016 г. Според представител на услугата, въпросната категория не е създадена само за мокбанг, а оставя идеята отворена за интерпретациите на водещите.

## Причина за популярност
Съществуват няколко обяснения за популярността на този вид уебкаст. Според някои културни критици, мокбанг е породено от „самотата на необвързаните корейци, добавено към социалната същност на яденето в Корея“.
Според някои учени, човек може да удовлетвори и замести желанието си за ядене по този начин. Понякога BJ-ите твърдят, че са „аватар“ на зрителите си, следвайки точно всичко, което хората ги попитат да направят.
Трети смятат, че „хранителната телевизия включва косвеното удоволствие да се гледа как някой друг готви и яде, като едновременно с това увековечава стреса от социалните очаквания, сливайки забавлението и готвенето, разбърквайки традиционните полови роли и колебаейки се между противоречиви културни стандарти за тяло, консумация и здраве“.

## Критика
Въпреки нарастващата популярност на представлението, много хора все още не виждат смисъл от това да гледат как други хора ядат. BJ-ите са критикувани за популяризацията на нездравословен начин на живот и преяждане.